# Bunaeopsis bomfordi
Bunaeopsis bomfordi är en fjärilsart som beskrevs av Elliot C.G. Pinhey 1962. Bunaeopsis bomfordi ingår i släktet Bunaeopsis och familjen påfågelsspinnare. Inga underarter finns listade i Catalogue of Life.